# Harry Bryden
Harry Leonard Bryden (* 9. Juli 1946 in Providence, Rhode Island) ist ein US-amerikanischer Meeresforscher und Hochschullehrer an der University of Southampton. Dort ist er seit 2020 der erste Regius Professor of Ocean Sciences, einem 2016 durch Königin Elizabeth II. zur Regius Professur ernannten Lehrstuhl, der bislang nicht besetzt war.

## Leben
Nach einem Studium am Dartmouth College erlangte Bryden seinen A.B. in Mathematik.
1968 arbeitete Bryden als Summer Student Fellow an der Woods Hole Oceanographic Institution der University of Washington. Er wechselte zum U. S. Naval Oceanographic Office in Suitland, Maryland, wo er von 1969 bis 1970 als Mathematiker tätig war. 1970 wechselte er wieder als Mathematiker an das U. S. Naval Underwater Sound Laboratory in New London.
Von 1970 bis 1971 nahm er Aufgaben als wissenschaftlicher Mitarbeiter am Massachusetts Institute of Technology wahr und ging dann zurück an das Woods Hole Oceanographic in Washington, wo er bis 1975 arbeitete. Von 1975 bis 1977 arbeitete er an der School of Oceanography der Oregon State University, um dann von 1977 an als Wissenschaftler am Woods Hole zu arbeiten. Er blieb in verschiedenen Rollen der Forschungsstation treu, bis ihm 1993 die Möglichkeit geboten wurde nach Großbritannien an die University of Southampton zu wechseln. Großbritannien hatte er spätestens durch eine Gastprofessur 1988/89 am Wolfson College der University of Oxford kennengelernt. Von 2000 an lehrte Bryden als Professor für Ozeanographie bis 2011. 2011 wurde Bryden emeritiert.

## Forschungsinteressen
Innerhalb der verschiedenen Richtungen der Forschungstätigkeit konzentrierte sich Bryden auf die physikalische Beobachtung der Meere. Die Analyse der Messreihen trug dazu bei, dass die Meeresströmungen eine Erklärung fanden. Am Nordpol friert während des polaren Winters Wasser zu Seeeis. Das verbleibende Wasser enthält das beim Frieren zurückbleibende Salz, so dass eine kalte (~thermo) und sehr salzreiche (~haline) Wassermenge entsteht. Diese sinkt aufgrund der Temperatur und der Salzkonzentration nach unten und wird durch nachströmendes Oberflächenwasser ersetzt. Bryden trug zur Entdeckung dieses Mechanismus wesentlich bei. Die Überwachung und genauere Vermessung dieser Strömungen im Atlantik und im Mittelmeer sind weiterhin im Zentrum seiner Aufmerksamkeit. An der Nahtstelle zwischen Mittelmeer und Atlantik, der Straße von Gibraltar interessiert ihn die Wechselwirkung der Wassermassen der beiden Meere und der Austausch warmen, salzreichen Wassers aus dem Mittelmeer mit vergleichsweise kaltem, salzarmem Wasser aus dem Atlantik. Im Atlantik hat er den Golfstrom ausgiebig untersucht und sagt dessen Abschwächung voraus. Mit den Meeresströmungen geht auch der Transport von Süßwasser einher und nicht nur damit ein signifikanter Einfluss auf das globale Klimasystem, dessen Gefährdung Bryden stark kritisiert.

## Ehrungen
2003 wurde Bryden mit der Henry Stommel Research Medal der American Meteorological Society für grundlegende und elegante beobachtende Beiträge zum Verständnis der allgemeinen Zirkulation der Meeresströmungen ausgezeichnet. Mit der Auszeichnung ging die Berufung zum Fellow der AMS einher. 2005 berief ihn die Royal Society zum Fellow für die hervorragenden Beiträge, die Bryden durch sorgfältige Beobachtung, Analyse und Interpretation von Daten zum meridionalen Wärmetransport im Ozean gemacht hatte. Es handelt sich dabei um die Meeresströmungen, die vier der fünf Ozeane der Erde miteinander verbinden und die durch thermische Einflüsse sowie die Salzkonzentration angetrieben werden. Das System ist als thermohaline Zirkulation bekannt. 2009 zeichnete ihn die International Association for the Physical Sciences of the Ocean mit der Prince Albert I Medaille in Anerkenntnis seiner grundlegenden Beiträge zum Verständnis der Ozeane im globalen Wettersystem aus. 2010 berief ihn die American Geophysical Union für die gleiche Leistung zum Fellow. 2013 berief ihn die Royal Meteorological Society zum Fellow und er wurde von der European Geosciences Union mit der Fridtjof-Nansen-Medaille für seine langjährige, führende Rolle im Verständnis der Meeresströmungen und dem Wärmetransport im Meer aus. 2014 ehrte ihn die Challenger Society for Marine Science mit der Challenger-Medaille.
2016 stiftete Königin Elisabeth II. anlässlich ihres 90. Geburtstages zwölf Regius-Professuren für Lehrstühle, die in einem Bewerbungsverfahren als herausragend bewertet wurden. Einer dieser Lehrstühle war am Institut für Meeresforschung der Universität Southampton. Die Universität begann sofort eine Ausschreibung für einen ersten Professor. Als nach vier Jahren noch immer kein externer Kandidat gefunden worden war, wurde Harry Bryden zum ersten Professor berufen.

## Bibliographie

### Artikel (Auswahl)
- M. Alvarez, H. L. Bryden, F. F. Perez, A. F. Rios und G. Roson: Physical and biogeochemical fluxes and net budgets in the subpolar and temperate North Atlantic. In: Journal of Marine Research. Band 60, Nr. 2, 2002, S. 191–226, DOI:10.1357/00222400260497462
- R. Marsh, B. A. de Cuevas, A. C. Coward, H. L. Bryden und M. Alvarez: Thermohaline circulation at three key sections in the North Atlantic over 1985–2002. In: Geophysical Research Letters. Band 32, Nr. 10, 2005, L10604-[4pp], DOI: 10.1029/2004GL022281
- D. A. Smeed, G. McCarthy, S. A. Cunningham, E. Frajka-Williams, D. Rayner, W. E. Johns, ... H. L. Bryden: Observed decline of the Atlantic meridional overturning circulation 2004–2012. In: Ocean Science. Band 10, Nr. 1, 2014, S. 29–38, DOI: 10.5194/os-10-29-2014
- H. L. Bryden, B. A. King, G. D. McCarthy und E. L. McDonagh: Impact of a 30% reduction in Atlantic meridional overturning during 2009–2010. In: Ocean Science. Band 10, Nr. 4, 2014, S. 683–691, DOI: 10.5194/os-10-683-2014
- E. L. McDonagh, B. A. King, H. L. Bryden, P. Courtois, Z. Szuts, M. Baringer, ... G. McCarthy: Continuous estimate of Atlantic oceanic freshwater flux at 26.5°N. In: Journal of Climate. Band 28, Nr. 22, 2015, S. 8888–8906, DOI: 10.1175/JCLI-D-14-00519.1
- D. A. Smeed, S. A. Josey, C. Beaulieu, W. E. Johns, B. I. Moat, E. Frajka-Williams, ... G. D. McCarthy: The North Atlantic Ocean is in a state of reduced overturning. In: Geophysical Research Letters. 2018, DOI: 10.1002/2017GL076350
- H. L. Bryden, W. E. Johns, B. A. King, G. Mccarthy, E. L. Mcdonagh, B. I. Moat und D. A. Smeed: Reduction in ocean heat transport at 26°N since 2008 cools the Eastern Subpolar Gyre of the North Atlantic Ocean. In: Journal of Climate. Band 33, Nr. 5, 2020, S. 1677–1689, DOI: 10.1175/JCLI-D-19-0323.1

### Kapitel
- H. L. Bryden und S. Imawaki: Ocean heat transport. In: G. Siedler, J. Church und J. Gould (Hrsg.): Ocean Circulation and Climate: Observing and Modelling the Global Ocean (= International Geophysics Series; No. 77). Academic Press, San Francisco CA, USA, 2001, S. 455–474.
- H. R. Longworth und H. L. Bryden: Discovery and quantification of the Atlantic Meridional Overturning Circulation: the importance of 25N. In: A. Schmittner, J. C. H. Chiang und S. R. Hemming (Hrsg.): Ocean circulation: mechanisms and impacts – past and future changes of meridional overturning (= AGU Geophysical Monograph; No. 173). American Geophysical Union, Washington DC, USA, 2007, S. 5–18, DOI: 10.1029/173GM03
- H. Bryden, K. Schroeder, M. Borghini, A. Vetrano und S. Sparnocchia: Mixing in the Deep Waters of the Western Mediterranean. In: The Mediterranean Sea: Temporal Variability and Spatial Patterns (AGU Geophysical Monograph Series). John Wiley & Sons, Chichester, GB, 2014, S. 49–56, DOI: 10.1002/9781118847572.ch4
- H. L. Bryden und L. A. Mysak: Ocean circulation: knowns and unknowns. In: T. Beer, J. Li und K. Alverson (Hrsg.): Global Change and Future Earth Cambridge. Cambridge University Press (in press).